# عندما نحب (فلم)
عندما نحب هو فيلم مصري عرض عام 1967، بطولة نادية لطفي ورشدي أباظة، ومن إخراج فطين عبد الوهاب.

## قصة الفيلم
أحمد بطل دولي في السباحة، وهو محط أنظار الكثير من النساء والحسناوات، لكنه اختار من بينهن مديحة، والتي يتفق معها على الزواج، لكن قبل الزواج يصاب أحمد بأزمة قلبية ويبلغه الطبيب أنه من الصعب الزواج، وأيضًا يطلب منه الابتعاد عن السباحة، يحاول أحمد إبعاد حبيبته عنه حتى لا يتزوجا، ومن أجل ذلك فإنه يرمي شباكه على فتاة من النادي، لكنه لا يتحمل أن يرى مديحة تتألم، يخفي عنها الحقيقة، عندما يعود إليها وإلى الرياضة ويضرب بكلام ونصائح الطبيب عرض الحائط، ويستعد للدخول في المسابقة الحاسمة، حتى يحقق أحلامه بالبطولة، لكنه عندما تبدأ المبارأة يصارح أحمد مديحة بحقيقة مرضه، تصدم الفتاة وتحاول أن تمنعه من المشاركة في المسابقة، لكنه يصر على الدخول فيها، والاستمرار، يحقق أحمد الفوز ويحصل على الكأس، لكن قلبه الضعيف يتوقف وهو يستلم جائزته، ويموت وسط أحزان مديحة والفتاة التي كانت تحبه.

## طاقم التمثيل
- نادية لطفي: (مديحة)
- رشدي أباظة: (أحمد سامح)
- سهير البابلي: (لولا)
- محمود المليجي: (الدكتور سعيد)
- يوسف فخر الدين: (مدحت)
- أحمد خميس: (إبراهيم)
- عبد الخالق صالح: (والد مديحة)
- أحمد لوكسر: (طبيب)
- كوثر شفيق: (نانا)
- هدى هدايت: (صديقة لولا)
- رجاء صادق: (صديقة لولا)
- صوفي ثروت: (الباليه المائي)
- محمد لطيف: (المعلق الرياضي)
- زينات علوي: (الراقصة)
- محمد قنديل: (غناء)
- أنور مدكور: (طبيب)
- عبد الباقي حسنين: (المستشار الرياضي)

## فريق العمل
- إخراج: فطين عبد الوهاب
- قصة: محمد التابعي
- سيناريو وحوار: حسين حلمي المهندس
- مدير التصوير: وديد سري
- مونتاج: حسين أحمد
- موسيقى تصويرية: فؤاد الظاهري
- إنتاج: شركة القاهرة للإنتاج السينمائي (ماري كويني)
- توزيع: شركة القاهرة للتوزيع السينمائي

## أغنية الفيلم
يا نخلتين
- غناء: محمد قنديل
- تأليف: حسين السيد
- ألحان: منير مراد

## التصوير
تم التصوير الخارجي في نادي هليوبوليس الرياضي.